# Giao hoán tử
Trong toán học, giao hoán tử là một đối tượng toán học thể hiện tính chất của một phép toán hai ngôi có giao hoán hay không. 

## Lý thuyết nhóm
Trong lý thuyết nhóm, giao hoán tử của hai phần tử g và h của nhóm là:
[g, h] = g−1h−1gh

## Lý thuyết vành
Trong lý thuyết vành, giao hoán tử của hai phần tử a và b của vành là:
[a, b] = ab - ba

### Ví dụ
Một toán tử là phép toán tác động lên một hàm số bất kì và cho ra một hàm số mới. Ví dụ:
A f(x,y,z) = g(x,y,z)
thể hiện toán tử A tác dụng lên f(x,y,z) tạo ra hàm g(x,y,z). Một số loại toán tử thường gặp như toán tử đạo hàm, A = {\displaystyle d/dx}, hay toán tử Laplace, A = {\displaystyle d^{2}/dx^{2}+d^{2}/dy^{2}+d^{2}/dz^{2}}
Hai toán tử có tính giao hoán khi thứ tự của hai toán tử này tác động lần lượt lên một hàm không ảnh hưởng đến kết quả cho ra. Nói chung hai toán tử bất kỳ thường không giao hoán, vì thứ tự tác động là quan trọng.
Giao hoán tử của hai toán tử A và B, là toán tử được định nghĩa là: 
[A,B] = A B - B A
Ở đây xảy ra hai trường hợp:
[A,B] = A B - B A ≠ 0 - hai toán tử A, B không giao hoán với nhau.
[A,B] = A B - B A = 0 - hai toán tử A, B giao hoán với nhau.
Đây gọi là hệ thức giao hoán giữa hai toán tử.
Một số hệ quả:
[A,B] + [B,A] = 0
[A,A] = 0
[A,B+C] = [A,B] + [A,C]
[A+B,C] = [A,C] + [B,C]
[A,BC] = [A,B]C + B[A,C]
[AB,C] = [A,C]B + A[B,C]
[A,[B,C]] + [C,[A,B]] + [B,[C,A]] = 0

### Trong cơ học lượng tử
Trong cơ học lượng tử, mỗi phép đo đều ứng với một toán tử, và kết quả đo thu được khi tác động toán tử lên hàm sóng của hệ vật chất. Hai phép đo không thể được đo cùng lúc với sai số bằng 0 nếu hai toán tử ứng với chúng không giao hoán với nhau. Đây là nội dung của nguyên lý bất định Heisenberg.